# Odontomera venosa
Odontomera venosa är en tvåvingeart som beskrevs av Friedrich Georg Hendel 1911. Odontomera venosa ingår i släktet Odontomera och familjen Richardiidae. Inga underarter finns listade i Catalogue of Life.